# Линсе Дорадо
Линсе Дорадо (роден на 11 май 1987) е пуерторикански професионален кечист, настоящо подписал с WWE и участващ в шоуто Първична сила.
Дорадо е най-познат с работата си в Chikara и други независими компании. Неговото име на испански значи „Златен рис“.

## В кеча
- Финални ходове

- Chikara Special (Kneeling step-over head-hold wrist-lock, след това закачва далечния крак на опонента)
- Lynxsault (No-handed springboard moonsault)
- Shooting star press
- Shooting star senton – 2007
- Standing moonsault side slam, понякога от горното въже

- Ключови ходове

- Anaconda vice
- Cartwheel в corkscrew suicide senton или suicide plancha от горното въже – усвоено от Хелиос
- Corkscrew somersault leg drop
- Diving crossbody
- Double springboard seated senton
- Facebreaker DDT
- Flip DDT
- Leap of Faith (Standing или running frankensteiner на опонент от горното въже) – усвоено от Джигсоу
- Moonsault, понякога standing или докато прави corkscrew
- Версии на ритник

- Backflip от горното въже, пренесено в drop
- Dropsault
- Enzuigiri
- Rolling wheel
- Sole
- Tiger feint

- Senton
- Sitout scoop slam piledriver
- Standing shooting star press – усвоено от Екоинокс
- Suicide dive
- Vertical suplex powerbomb

- Прякори

- „Златния рис на Луча Либре“
- „Котешкия феномен“
- „Мъркфектната Десетка“
- „Султана на Падащата звезда“

- Входни песни

- "Eye of the Tiger" на Survivor
- "Engel" на Rammstein (използвана, като член на Брудерсчафт дес Креуезес)
- Golden Rush на CFO$ (WWE; 2016 – )

## Шампионски титли и отличия
- Championship Wrestling Entertainment
  - Отборен шампион на CWE (1 път, настоящ) – с Джон Круз
- Chikara

- Краля на триос (2008) – с Ел Пантера и Инкогнито.
- Ла Лотерия Летал – с Джими Олсен

- Dreamwave Wrestling

- Алтернативен шампион на Dreamwave (1 път)

- F1RST Wrestling

- Турнир Сладките Шестнайсет (2009)

- Force One Pro Wrestling

- Наследствен шампион на Force One Pro Wrestling (1 път)

- Full Impact Pro

- Наследствен шампион на Флорида на FIP (1 път)

- Garden State Pro Wrestling

- Шампион на GSPW (1 път)
- Турнир за Титлата на GSPW (2010)

- NWA Florida Underground

- Светкавичен шампион на Флорида на NWA (2 пъти)

- I Believe In Wrestling

- Турнир за Титлата в полутежка категория на Флорида на SCW

- Independent Wrestling Revolution

- Купа Революча (2008)

- Pro Wrestling Illustrated

- PWI го класира като #239 от топ 500 индивидуални кечисти в PWI 500 през 2010

- Riot Pro Wrestling
  - Отборен шампион на RPW (1 път, настоящ) – с Арън Ерик[24]
- Southern Championship Wrestling
  - Шампион в полутежка категория на Флорида на SCW (1 път)[25]
  - Шампион в тежка категория на Флорида на SCW (1 път)[24]
- Други титли

- Шампион на Отбор ХАММА ФИСТ (1 път)

### Лучас де апуестас
| Победител (залог)    | Загубил (залог)      | Място                   | Събитие   | Дата             | Пояснение  |
| -------------------- | -------------------- | ----------------------- | --------- | ---------------- | ---------- |
| Линсе Дорадо (маска) | Мич Райдър (коса)    | Филаделфия, Пенсилвания | Глава 11  | 18 ноември 2007  |            |
| Линсе Дорадо (титла) | Ейден Алтейр (маска) | Орландо, Флорида        |           | 7 април 2012     | [ Note 1 ] |
| Линсе Дорадо (маска) | Чейсин Рейнс (коса)  | Орландо, Флорида        | Със злоба | 12 октомври 2013 | [ 27 ]     |

## Пояснения
1. ↑  Титлата в полутежка категория на Флорида на SCW на Дорадо беше заложена.